# Vassili Kourotchkine
Pour les articles homonymes, voir Kourotchkine.
Vassili Stepanovitch Kourotchkine (en russe : Васи́лий Степа́нович Ку́рочкин), né le 28 juillet 1831 (9 août dans le calendrier grégorien) à Saint-Pétersbourg et mort le 15 août 1875 (27 août dans le calendrier grégorien) à Saint-Pétersbourg, est un poète et satiriste russe qui fut aussi journaliste et traducteur de Béranger. Il est le frère du dramaturge Vladimir Kourotchkine (ru) (1829-1885) et du poète, éditeur et écrivain Nikolaï Kourotchkine (ru) (1830-1884).

## Biographie
Il naît dans une famille autrefois issue du servage et dont le père était devenu fonctionnaire, jusqu'à gravir les échelons de la noblesse de fonction. Il perd son père dans son enfance et il est élevé par son beau-père, le colonel Gotovtsov. Vassili Kourotchkine étudie au 1er corps de cadets du régiment noble atteignant le grade de sous-lieutenant en 1849. Il sert jusqu'en 1852, date où il démissionne, n'étant pas enclin à la vie militaire. Il entre dans les ponts et chaussées et démissionne en 1856 pour ne se consacrer qu'à la littérature. Il écrivait des vers depuis son adolescence. Ses premiers vers publiés le sont en 1849. Il publie notamment dans la revue Lecture populaire d'Obolonski et Chtcherbatchiov. 
Au début des années 1860, Kourotchkine se rapproche de cercles révolutionnaires et entre en 1861 dans la société secrète Terre et Liberté. L'année suivante, Kourotchkine est l'un des cinq membres de son comité. En 1862, il tombe sous le coup de la censure de la police. Il est arrêté dans le cadre de l'affaire Karakozov et enfermé à la forteresse Pierre-et-Paul pendant deux mois.
Il meurt en 1875 d'une surdose d'hydrate de chloral (un ancien médicament hypnotique). Il est enterré au cimetière Volkovo de Saint-Pétersbourg.

## Carrière littéraire
Au début, il travaille dans des journaux de second ordre, mais aussi pour des éditeurs. Il acquiert la notoriété après la traduction des poèmes satiriques de Béranger qui frappent par leur clarté et leur originalité. Il publie des poèmes qui atteignent une grande popularité.
En 1859, il fonde le journal satirique L'Étincelle avec le fameux caricaturiste Nikolaï Stepanov. Sa traduction du Misanthrope de Molière est fort réussie (1867) ainsi que celle du Prince Luton (1880). Kourotchkine publie aussi des articles de critique littéraire dans Le Fils de la patrie (1855-1858), dans Les Nouvelles de Saint-Pétersbourg (1858) et collabore au Messager russe.
Ses œuvres complètes ont été publiées en 1869.